# Kulturhuset Bergsjön
Kulturhuset Bergsjön är ett kulturhus vid Rymdtorget i stadsdelen Bergsjön i nordöstra Göteborg. Där anordnas musikprogram, samhällsinformation, hantverk, barnprogram, konst och utställningar. I huset finns även Bergsjöns bibliotek, medborgarkontor, café, ateljéer, samlingssalar, grupprum, musikstudio och utställningshall. 

## Historia
Beslut om att bygga ett kulturhus i Bergsjön fattades 2013 och staden anordnade olika aktiviteter för att ta reda på vad bergsjöborna önskade. På grundval av en förstudie inbjöds arkitekter till en tävling där de lämnade förslag på utformning. Den vanns av Sweco Architects och bygget startade 2020 av byggherren Higab och entreprenören Veidekke entreprenad. 
Anläggningen invigdes den 17 augusti 2022.

## Bilder

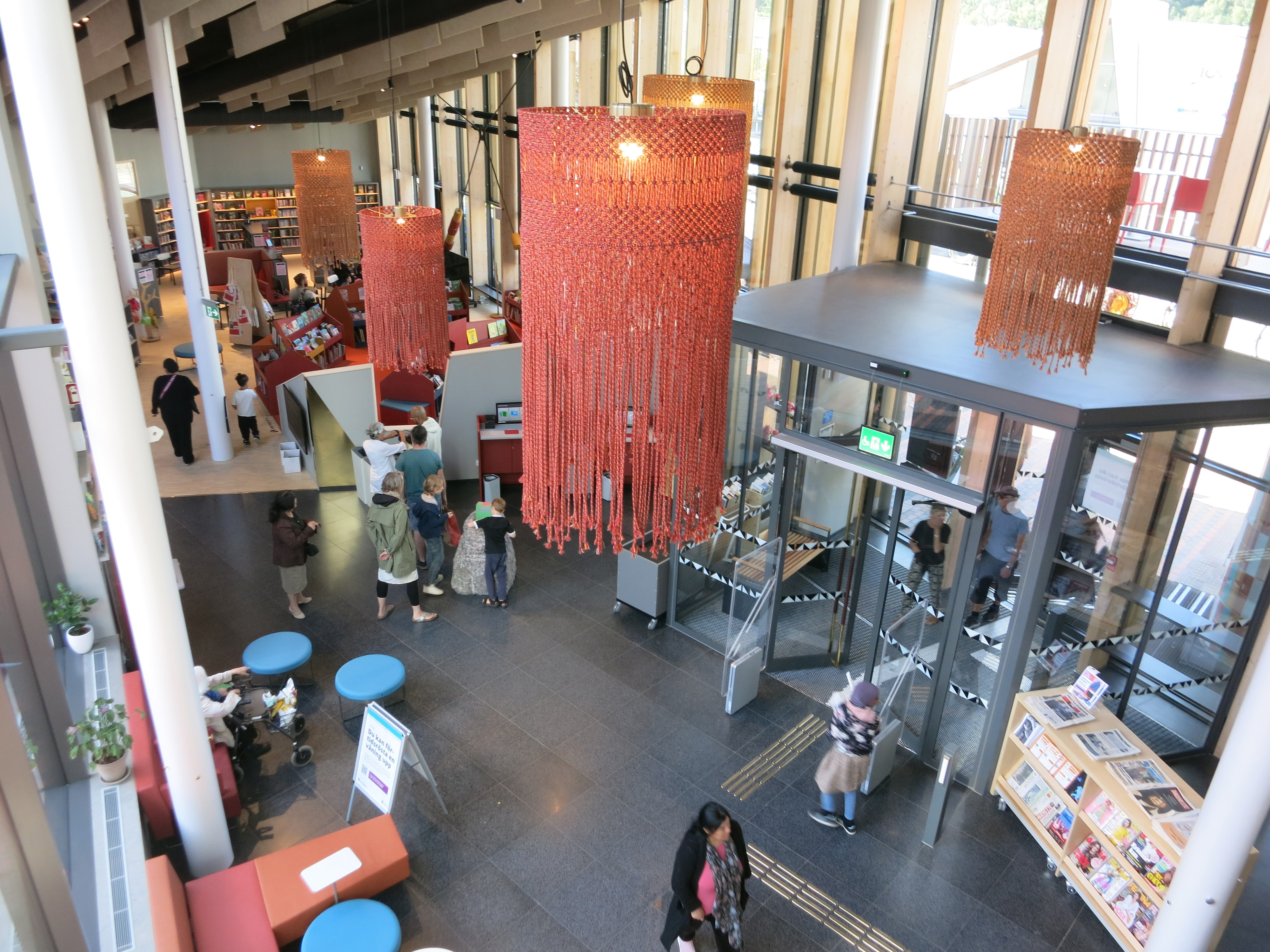
Entré.
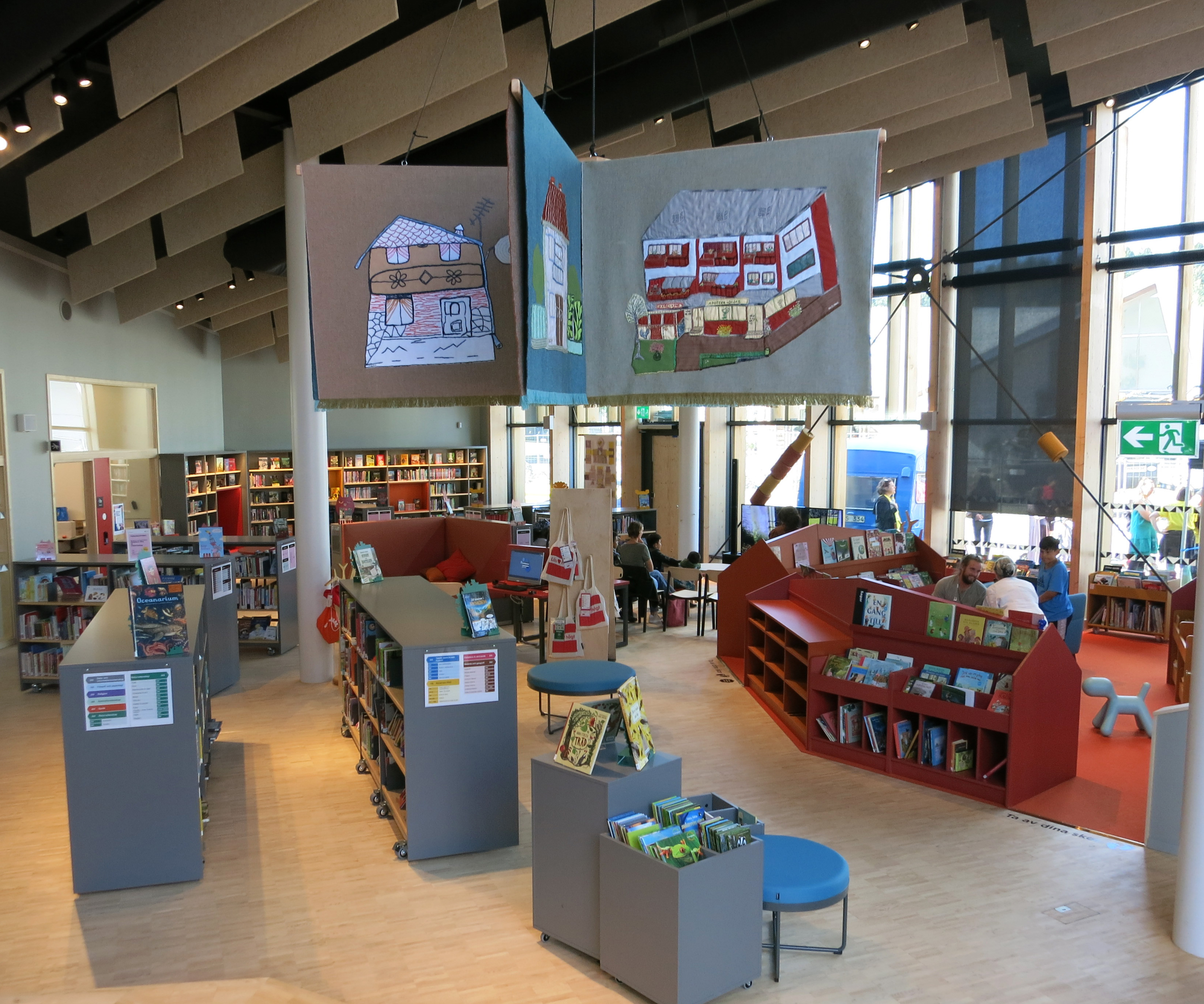
Bibliotekets barnavdelning.
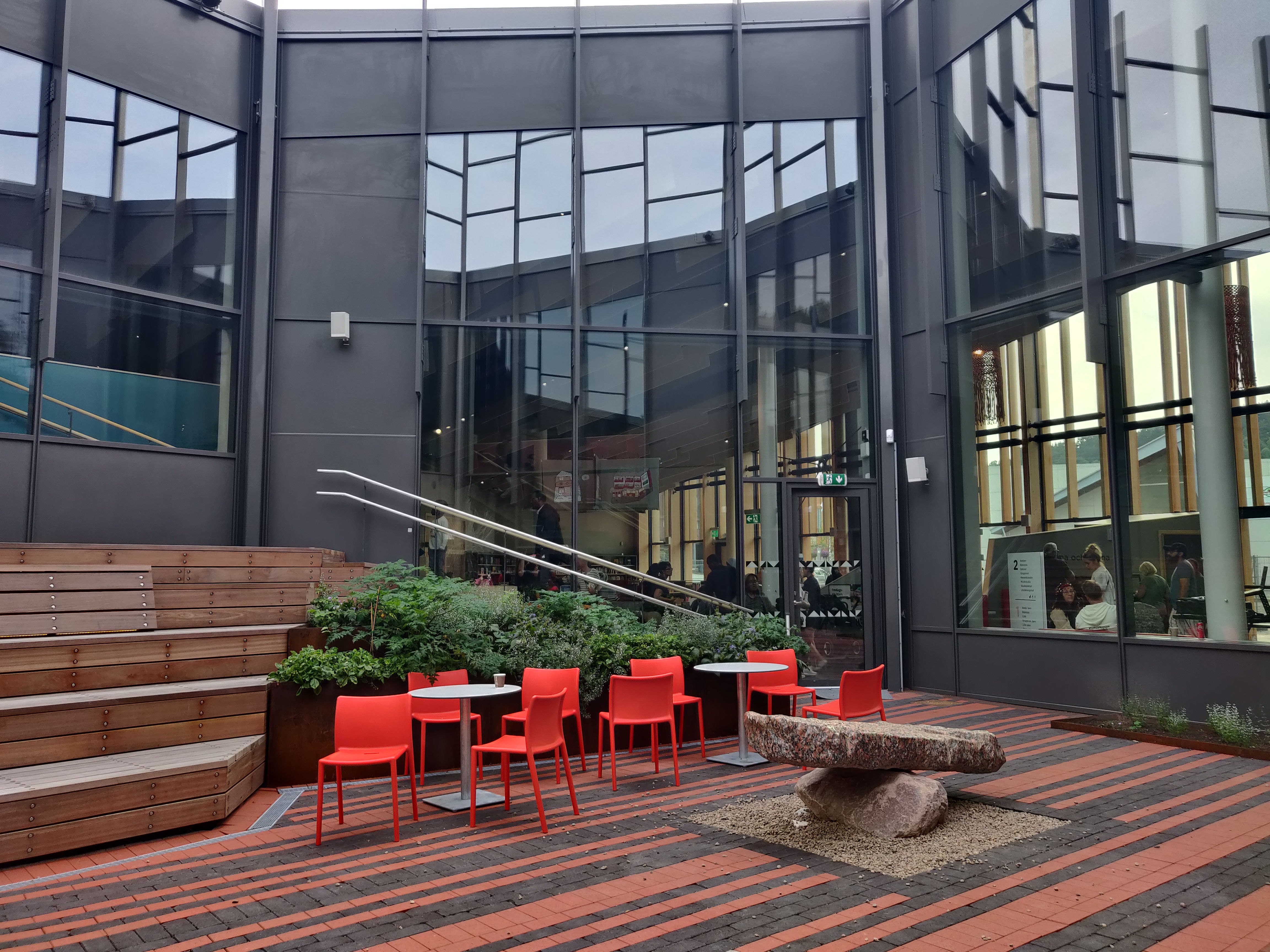
Innergården.